# MV Возничего
MV Возничего (лат. MV Aurigae) — одиночная переменная звезда в созвездии Возничего на расстоянии приблизительно 9750 световых лет (около 2990 парсеков) от Солнца. Видимая звёздная величина звезды — от +14,18m до +13,2m.

## Характеристики
MV Возничего — жёлтая пульсирующая переменная звезда типа RR Лиры (RRAB) спектрального класса G. Радиус — около 6,22 солнечных, светимость — около 26,913 солнечных. Эффективная температура — около 5273 К.